# Římskokatolická farnost Rataje u Bechyně
Římskokatoická farnost Rataje u Bechyně je územním společenstvím římských katolíků v rámci táborského vikariátu Českobudějovické diecéze.

## O farnosti

### Historie
Plebánie v Ratajích je poprvé písemně doložena v roce 1355, později však zanikla. Ves poté byla přifařena k Bechyni. V roce 1786 byla ve vsi zřízena lokálie, a ta byla roku 1858 povýšena na samostatnou farnost.

### Současnost
Farnost je administrována ex currendo z Opařan.
| Fotografie | Kostel                         | Místo               | Bohoslužba             | Bohoslužba             | Poznámka        |
| ---------- | ------------------------------ | ------------------- | ---------------------- | ---------------------- | --------------- |
|            | Kostel Nanebevzetí Panny Marie | Dobronice u Bechyně | neslouží se pravidelně | neslouží se pravidelně | filiální kostel |
|            | Kostel Nejsvětější Trojice     | Rataje u Bechyně    | sobota                 | 17.00                  | farní kostel    |
|            | Kaple                          | Staré Sedlo         | neslouží se pravidelně | neslouží se pravidelně | obecní kaple    |